# Tibor Balog (ur. 1963)
Tibor Balog (ur. 31 marca 1963 w Kiskunmajsie) – węgierski piłkarz występujący na pozycji obrońcy lub pomocnika.

## Kariera klubowa
Balog karierę rozpoczynał w 1980 roku w pierwszoligowym Vasasie. W ciągu 9 lat gry dla tego klubu, dwukrotnie zdobył z nim Puchar Węgier (1981, 1986). W 1989 roku przeszedł do drużyny Újpest Dózsa, z którą w 1990 roku zdobył mistrzostwo Węgier. W tym samym roku przeniósł się do belgijskiego KFC Verbroedering Geel, grającego w drugiej lidze. Występował tam przez 4 lata, a potem przeszedł do pierwszoligowego Sint-Truidense VV, w którym również grał przez 4 lata. Następnie w latach 1998–2000 był zawodnikiem czwartoligowych klubów KSK Heist oraz Vigor Beringen. W 2000 roku zakończył karierę.

## Kariera reprezentacyjna
W reprezentacji Węgier Balog zadebiutował 14 grudnia 1985 w przegranym 0:2 towarzyskim meczu z Meksykiem. W latach 1985–1989 w drużynie narodowej rozegrał 9 spotkań.